# لويس بيدرو كافاندا
لويس بيدرو كافاندا (2 يناير 1991 أنغولا - ) هو لاعب كرة قدم أنغولي، يلعب كمدافع.

## مسيرته الكروية
لعب لويس بيدرو كافاندا خلال مسيرته الاحترافية مع 6 أندية في أربعة عشر موسمًا وسجل خلالها 3 أهداف ضمن 145 مباراة. حيث فاز في موسم واحد بالكأس وفي موسم واحد بالدوري.
خاض لويس بيدرو كافاندا مسيرته مع نادي ستاندارد لييج في موسم 2008–09 في المرة الأولى لمدة موسم واحد ثم في موسم 2017–18 واستمر معه طيلة ثلاثة مواسم، مشاركًا طوالها في 49 مباراة سجل خلالها هدفين. ثم انتقل إلى نادي لاتسيو في موسم 2009–10 في المرة الأولى واستمر معه طيلة ثلاثة مواسم ثم في موسم 2012–13 واستمر معه طيلة ثلاثة مواسم، حيث شارك طوالها في 53 مباراة سجل خلالها هدفًا واحدًا. لينتقل بعدها إلى نادي تورينو في موسم 2010–11 لمدة موسم واحد، مشاركًا في 3 مباريات ولم يسجل أي هدف. ثم انتقل إلى نادي باري في موسم 2011–12 لمدة موسم واحد، مشاركًا في 8 مباريات ولم يسجل أي هدف أيضًا. هذا وانتقل لاحقًا إلى نادي طرابزون سبور في موسم 2015–16 لمدة موسم واحد، مشاركًا في 25 مباراة ولم يسجل أي هدف أيضًا. ثم انتقل بعدها إلى نادي غلطة سراي في موسم 2016–17 لمدة موسم واحد، مشاركًا في 7 مباريات ولم يسجل أي هدف أيضًا.

## روابط خارجية
- لويس بيدرو كافاندا على موقع الاتحاد البلجيكي (الإنجليزية)
- لويس بيدرو كافاندا على موقع اتحاد تركيا (لاعب) (الإنجليزية)
- لويس بيدرو كافاندا على موقع قاعدة بيانات كرة القدم.إي يو (الإنجليزية)
- لويس بيدرو كافاندا على موقع ناشيونال فوتبول تيمز (الإنجليزية)
- لويس بيدرو كافاندا على موقع Soccerway.com (الإنجليزية)
- لويس بيدرو كافاندا على موقع عالم كرة القدم.نت (الإنجليزية)